# Taras Charieczko
Taras Iwanowicz Charieczko (ros. Тарас Иванович Харечко, ukr. Тарас Іванович Харечко, ur. 1893 we wsi Michajłowka w Donbasie, zm. 27 listopada 1937) – polityk Ukraińskiej SRR.

## Życiorys
W 1914 wstąpił do SDPRR(b), w 1917 został przewodniczącym Komitetu Powiatowego SDPRR(b) w Bachmucie i przewodniczącym Komitetu Wykonawczego Bachmuckiej Rady Powiatowej, następnie przewodniczącym Komitetu Wojskowo-Rewolucyjnego Zagłębia Donieckiego, szefem sztabu Czerwonej Gwardii Zagłębia Donieckiego i w 1918 członkiem Doniecko-Krzyworoskiego Komitetu Obwodowego RKP(b). Od 22 października 1918 do 1 marca 1919 był zastępcą członka KC KP(b)U i jednocześnie od 25 października 1918 pełnomocnikiem KC RKP(b) na Krymie, potem od 6 marca 1919 do 5 kwietnia 1920 członkiem KC KP(b)U i od 6 marca do 22 czerwca 1919 członkiem Biura Organizacyjnego KC KP(b)U oraz kierownikiem Wydziału Wojskowego Biura Zafrontowego KC KP(b)U. Od 2 sierpnia 1919 do 17 marca 1920 ponownie był członkiem Biura Organizacyjnego KC KP(b)U, od 22 listopada 1920 do 21 lipca 1921 zastępcą członka KC KP(b)U, od grudnia 1920 do stycznia 1921 sekretarzem odpowiedzialnym Donieckiego Komitetu Gubernialnego KP(b)U i od 1921 do października 1922 kierownikiem Wydziału Agitacyjno-Propagandowego KC KP(b)U, a od 21 lipca do 9 grudnia 1921 członkiem KC KP(b)U. Od 14 grudnia 1921 do 4 kwietnia 1923 ponownie był zastępcą członka KC KP(b)U, od 15 grudnia 1921 do 17 października 1922 członkiem Biura Organizacyjnego KC KP(b)U, 18 grudnia 1927 został wykluczony z partii podczas rozprawy z trockistami, w 1928 pracował jako wykładowca w Leningradzie, później na krótko został aresztowany, po zwolnieniu mieszkał w Astrachaniu. 15 października 1935 został skazany na zesłanie na 3 lata do Syberii Zachodniej, w 1936 aresztowany, następnie rozstrzelany podczas wielkiego terroru.